# Traminer

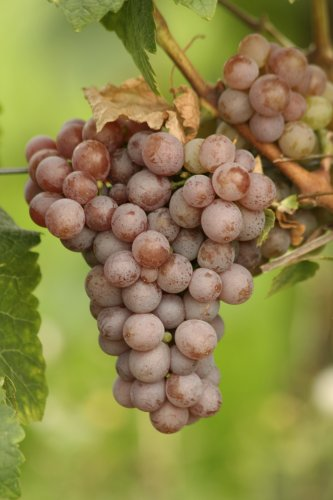
Roter Traminer

Als Traminer werden Varianten bzw. Mutationen einer Rebsorte bezeichnet, die als
- Gewürztraminer (Roter Traminer mit roten Beeren, Gewürztraminer mit hellroten bis gelb-rosa Beeren, Gelber Traminer mit gelblichen Beeren[1]),
- Savagnin blanc (Weißer Traminer) und
- Savagnin rosé (Rosa Traminer) vorkommt.

Diese drei Rebsorten sind sich genetisch sehr ähnlich, unterscheiden sich jedoch in ihren ampelographischen Merkmalen wie Traubengröße, Beerenfarbe, Blattform, Wuchs und Ertrag und ihrer Anfälligkeit für Rebkrankheiten. Darüber hinaus ergibt jede Spielart ein für sie typisches Aroma.
In Deutschland wird Traminer meist als Synonym für den Savagnin (Weißer Traminer), außerhalb des deutschsprachigen Raumes vor allem als Synonym für den Gewürztraminer verwendet.

## Traminer und Savagnin
Früher galten Traminer und Savagnin als unterschiedliche Rebsorten. Inzwischen konnte die Identität von Traminer und Savagnin molekularbiologisch nachgewiesen werden.

## Name
Namensgeber ist Tramin in Südtirol, wo sowohl weiße als auch rote Weine seit dem Jahr 1000 mit diesem Namen urkundlich erwähnt wurden.